# Wheel du fira hjul med mej?
Wheel du fira hjul med mej? är ett julalbum av den svenska bitpopgruppen 047, utgivet 2001.
När gruppen 047 bildades 2001 hade de som mål att på knappt en månad spela in en julskiva. Den 19 december samma år var skivan klar. Skivan innehåller kända julsånger i bitpopversioner. Bakgrunden till titeln på skivan är den att wheel uttalas på ett sätt som någorlunda påminner om ordet vill, och att wheel betyder hjul, som i sin tur hör ihop med att hjul och jul uttalas likadant.
Flera av låtarna spelades 10 januari 2002 i radioprogrammet Syntax Error i Sveriges Radio P3.
I december 2016 meddelade 047 via Facebook att de lanserade en nyutgåva av alumet på bland annat streamingtjänsten Spotify. Denna utgåva innehåller 9 nya spår.

## Låtlista
1. "Juppeli jul chippechip" (Salkin) - 00:25
2. "Hjul" (Pricky) - 01:46
3. "Skippa Lucia" (Salkin) - 00:46
4. "Rudolf en död och ful en" (Soda) - 01:12
5. "Last X-mas" (Nicholai) - 01:35
6. "Chiparkakeland" (Salkin) - 02:05
7. "Goderafton" (Pricky) - 00:41
8. "Hosianna 2" (Soda) - 01:11
9. "Mer hjul" (Pricky) - 02:22
10. "Jingle Chips" (Salkin) - 01:52
11. "Tiptap" (Soda) - 01:28
12. "Det är änna..." (Salkin) - 00:26
13. "Dumstrut & pinne" (Pricky) - 02:10
14. "Chip ser det snöar" (Salkin) - 01:40
15. "Nu är det hjul igen" (Pricky) - 01:44
16. "Mary's Boychild" (Soda) - 02:00
17. "Hjulehjus" (Soda & Pricky) - 01:05
18. "Paus" (Spanxen) - 00:06
19. "Röv" (Salkin & Pricky) - 02:50   
  - Nya spår på nyutgåvan från 2016
20. "X-mas Story" - 03:05
21. "Santa Mafia Style" - 01:23
22. "Räven raskar" - 01:04
23. "Santa Claus is Coming to Town" - 03:04
24. "I tomteverkstaden" - 01:26
25. "Staffan Stolledräng" - 01:37
26. "Jag såg mamma kyssa tomten" - 02:34
27. "Julklappsöppning" - 01:52
28. Stilla katt" - 01:11